# Robert Miller Mundy
Pour les articles homonymes, voir Mundy (homonymie).
Robert Miller Mundy, né en 1813 à Shipley Hall et mort le 22 mars 1892 à Emsworth, est un soldat britannique et un fonctionnaire colonial. Il est le lieutenant-gouverneur de la Grenade. Il est fait chevalier-commandeur de l'Ordre de Saint-Michel et Saint-Georges (KCMG).

## Biographie
Robert Miller Mundy naît à Shipley Hall. Il est le fils d'Edward Miller Mundy et de sa troisième épouse Catherine Coffin, veuve de Richard Barwell. Son père est député du Derbyshire de 1784 jusqu'à sa mort en 1822; son neveu, Edward Miller Mundy, occupe le même siège en 1841-1849.
Formé à Woolwich, en 1833, il est lieutenant dans la Royal Artillery. En mars 1841, il rejoint l'artillerie à cheval et devient second capitaine en avril 1844, puis major par brevet en octobre 1846. Après une vie de campagne dans le Hampshire pendant quelques années, il se porte volontaire pour servir dans l'armée turque pendant la guerre de Crimée et devient lieutenant-colonel dans l'artillerie à cheval d'Osmanli jusqu'en août 1856. Il  reçoit la médaille de la troisième classe de Medjidié.
En septembre 1863, il est nommé lieutenant-gouverneur de la Grenade dans les Caraïbes et commença sa carrière coloniale. Il est gouverneur des îles du Vent en 1865 et de la Guyane britannique de mai 1866 à septembre 1867. Il retourne aux îles du Vent en 1868-1869, puis s'occupe des îles sous le vent en 1871. De Grenade, il est transféré en février 1874 à la nomination permanente de lieutenant-gouverneur du Honduras britannique, et prend sa retraite en 1877.
Il épouse, en 1841, Isabella Popham de Littlecote House, Wiltshire qui lui survit. Fait CMG en 1874 et KCMG en 1877, il s'installe dans le Hampshire et meurt à Hollybank à Emsworth, le 22 mars 1892.